# احمد بن محمد آل خلیفه
احمد بن محمد آل خلیفه (به عربی: أحمد بن محمد آل خليفة) اولین امیر بحرین بود.